# Maiverfassung
Als Maiverfassung 1934 wird die oktroyierte Verfassung des österreichischen Ständestaats bezeichnet, die am 1. Mai 1934 in Kraft trat und im März 1938 durch den Anschluss an Deutschland aufgehoben wurde.

## Entstehungsgeschichte
Nachdem die Dollfuß-Regierung durch die später so genannte „Selbstausschaltung“ des Parlaments – ein formales, aus der Geschäftsordnung entstandenes Missgeschick am 4. März 1933, welches das Parlament handlungsunfähig machte – den Boden der parlamentarischen Demokratie endgültig verlassen hatte, erschien dem Regime die Verfassung von 1920 (in der Fassung von 1929) obsolet. Deshalb arbeitete man unter dem Vorsitz von Otto Ender eine neue Verfassung aus.
Diese wurde schließlich gleich zweimal erlassen: einerseits durch eine Verordnung der Bundesregierung nach dem Kriegswirtschaftlichen Ermächtigungsgesetz, was eindeutigen Verfassungsbruch darstellte und dem damit geübten autoritären System entsprach; andererseits, um die Optik gegenüber dem Ausland zu verbessern, durch einen Beschluss des Rumpf-Nationalrats am 30. April 1934. Die Mandate der sozialdemokratischen Abgeordneten waren als erloschen erklärt worden; die meisten großdeutschen Abgeordneten blieben der verfassungswidrigen Sitzung ebenfalls fern.
Ersteres geschah vor allem, um den Partner von Dollfuß’ Vaterländischer Front, die Heimwehren, die seit ihrem Bestehen auf die Beseitigung des Parlaments hingearbeitet hatten und daher einen nicht-parlamentarischen Weg zur Schaffung der neuen Verfassung forderten, zufriedenzustellen, zweiteres geschah, um den Schein der Rechtskontinuität zu bewahren. Doch erfüllte auch dieser zweite Weg, wie zwei großdeutsche Abgeordnete in der letzten Nationalratssitzung der Ersten Republik betonten, die formalen Bedingungen der bis dahin geltenden Bundesverfassung 1920/1929 nicht, da weder das Präsenzquorum erfüllt war (also beim Beschluss nicht die erforderliche Zahl von Abgeordneten anwesend war) noch die Volksabstimmung abgehalten wurde, die bei dieser Gesamtänderung der Verfassung zwingend vorgeschrieben war.

## Kundmachung, Gliederung und Präambel
Kundgetan wurde die Verfassung schon in der Anlage der Verordnung der Bundesregierung vom 24. April 1934 über die Verfassung des Bundesstaates Österreich, BGBl. Nr. 239/1934. Die formale Umwandlung in einen neuen Staat erfolgte aber erst mit dem bewusst gewählten Datum des 1. Mai:
Vorbereitet wurde sie durch das Bundesverfassungsgesetz vom 30. April 1934 über außerordentliche Maßnahmen im Bereich der Verfassung, BGBl. Nr. 255/1934, mit dem sie auch in den ab dann geltenden Verfassungsbestand übernommen und die Bundesregierung zur Wiederverlautbarung als Verfassung 1934 ermächtigt wurde (Art. II), und Nationalrat und Bundesrat mit Wirksamkeit des folgenden Tages aufgelöst wurden (Art. III).
Dann erschien sie im neuen Bundesgesetzblatt für den Bundesstaat Österreich in der Anlage der Kundmachung der Bundesregierung vom 1. Mai 1934, womit die Verfassung 1934 verlautbart wird, BGBl. II Nr. 1/1934, weshalb man heute von Maiverfassung spricht.
Die Verfassung gliedert sich in 13 Hauptstücke, 182 Artikel und eine Präambel, die wegen ihres programmatischen Inhalts von Bedeutung ist:

„Im Namen Gottes, des Allmächtigen, von dem alles Recht ausgeht, erhält das österreichische Volk für seinen christlichen, deutschen Bundesstaat auf ständischer Grundlage diese Verfassung.“

Im Gegensatz zur Bundesverfassung 1920/1929, nach der das Recht der Republik vom Volk ausgegangen war, wurde die Maiverfassung 1934 „im Namen Gottes“ gegeben, während das Volk sie nur passiv „erhält“: Es handelte sich um eine oktroyierte Verfassung, obwohl dieses Faktum durch den Beschluss des Rumpf-Nationalrates verschleiert werden sollte.
Damit war der Ständestaat – entgegen der 1919 nach Aufhebung der de facto katholischen Habsburgermonarchie „von Gottes Gnaden“ bewusst auf Trennung von Kirche und Staat beruhenden Republik – auch wieder dezidiert nicht laizistisch angelegt.

## Inhalt

### Legislative
Die Bundesregierung war das einzige Organ, welches das Recht hatte, Gesetze zu initiieren. Gesetzesentwürfe wurden den Vorberatenden Organen übermittelt: Diese sollten, bevor der Gesetzesentwurf an den Bundestag übermittelt wurde, Gutachten erstellen, an welche die Regierung aber nicht gebunden war. Als Vorberatende Organe sah die Verfassung den Staatsrat, den Bundeskulturrat, den Bundeswirtschaftsrat und den Länderrat vor. Die Auswahl, welches Vorberatende Organ ein Gutachten erstellen sollte, kam alleine der Bundesregierung zu.
Der Bundestag bestand aus 59 Mitgliedern der vier vorbereitenden Organe, nämlich 20 aus dem Staatsrat, ebenfalls 20 aus dem Bundeswirtschaftsrat, 10 aus dem Bundeskulturrat und 9 aus dem Länderrat. Es handelte sich demnach nicht um ein Parlament im Sinne einer Volksvertretung, sondern bloß um einen Ausschuss der Vorberatenden Organe. Den Mitgliedern kam keine Immunität zu. Der Bundestag war als beschließendes Organ vorgesehen; er konnte jedoch den Gesetzentwürfen bloß zustimmen oder sie rundweg ablehnen. Eine Änderung der Vorlage war nicht vorgesehen. Da er keinerlei Befugnis zur Gesetzesinitiative und zur Bestimmung des Gesetzesinhalts hatte und des Weiteren von den vorberatenden Gremien beschickt wurde, handelte es sich de facto um ein bloßes Akklamationsinstrument der Regierung. 
Die Verfassung beinhaltete Regelungen über die außerordentliche Gesetzgebung. Der Bundesregierung und dem Bundespräsidenten kamen "Notrechte der Verwaltung" zu: Sie wurden also zum Erlassen von Notverordnungen ermächtigt. Der Bundespräsident konnte, zumindest theoretisch, auch verfassungsgesetzliche Bestimmungen erlassen, sofern diese keine Gesamtänderung der Bundesverfassung darstellten. In der Realität hatten diese "Notrechte der Verwaltung" aber kaum Bedeutung, weil die Bundesregierung auf Grundlage des (durch das Verfassungs-Übergangsgesetz vom 19. Juni 1934) übergeleiteten Ermächtigungsgesetzes in der Gesetzgebung sowieso schon unbeschränkt war.
Die Verfassung enthielt auch plebiszitäre Elemente: Ein regierungsinitiierter Volksentscheid hätte beispielsweise einen ablehnenden Beschluss des Bundestags aufgehoben und ersetzt. Die Möglichkeit eines von der Bevölkerung initiierten Volksbegehrens wurde hingegen abgeschafft. Des Weiteren blieb das Kriegswirtschaftliche Ermächtigungsgesetz von 1917 in Kraft, das nach (verfassungswidriger) Interpretation  gesetz- und verfassungsändernde Regierungsverordnungen erlaubte. 

### Exekutive
Die Organe der Verwaltung wurden fast identisch aus der Ersten Republik  übernommen, geändert wurde jedoch ihre Kreation. So sollte der Bundespräsident nun von allen Bürgermeistern aufgrund eines Dreiervorschlags der Bundesversammlung (bestehend aus allen Mitgliedern der vorberatenden Organe) gewählt werden. Jedem Bürgermeister kam, unabhängig von der Einwohnerzahl der Gemeinde, genau eine Stimme zu. Die Amtszeit des Bundespräsidenten wurde auf sieben Jahre verlängert. Die Bundesregierung blieb oberstes Vollzugsorgan des Bundes, ihre Bestellung erfolgte weiterhin durch den Bundespräsidenten. Eine wesentliche Stärkung erfuhr sie, da sie nunmehr dem Parlament nicht mehr verantwortlich war und ihr die alleinige Gesetzesinitiative oblag.

### Judikative
Die Justiz blieb weiterhin Bundessache; trotz des autoritären Grundgehalts der Verfassung wurde die richterliche Unabhängigkeit „garantiert“. Die Geschworenengerichte wurden, da ihre Urteile schwer vorherzusehen waren, durch Schöffensenate ersetzt, was einer Schwächung des unberechenbaren Laienelements gleichkam. Der Verfassungs- und der Verwaltungsgerichtshof wurden zum Bundesgerichtshof zusammengefasst, in den regimetreue Richter bestellt wurden. Neu war die eingerichtete Säumnisbeschwerde, die auch in der Zweiten Republik übernommen wurde. 

### Landesrecht
Auf Landesebene blieb das Volk weiterhin Träger der Gewalt, allerdings hatte es nur mehr auf ständischer Grundlage Zugang zur Willensbildung. Die Landtage wurden nicht mehr durch Wahlen, sondern durch Entsendung von Vertretern wirtschaftlicher und kultureller Organisationen zusammengesetzt. Die Landtage hatten kein Initiativrecht und praktisch kein Kontrollrecht. Die Gesetzesbeschlüsse der Landtage bedurften der Zustimmung des Bundeskanzlers. Die Landesregierungen setzten sich nunmehr aus einem Landeshauptmann (der vom Bundespräsidenten aufgrund eines Dreiervorschlags des Landtags ernannt wurde), einem Stellvertreter und Landesräten zusammen. Die Bezirkshauptmänner wurden vom Land mit Zustimmung des Bundeskanzlers ernannt. Diese wiederum mussten die Wahl der Bürgermeister bestätigen und ermöglichten so, dass nur dem Regime loyale Personen zur Wahl des Bundespräsidenten zugelassen waren.

### Grundrechte
Des Weiteren enthielt die Verfassung auch Bestimmungen über die allgemeinen Grundrechte der Staatsbürger, zur Pressefreiheit oder der Freiheit der Lehre, welche angesichts der autoritären Grundstruktur der Verfassung vergleichsweise liberal erscheinen. Die Rechte konnten allerdings von der Bundesregierung jederzeit durch verfassungsändernde Verordnungen beschränkt werden und waren dies auch. Die Freiheitsrechte erschienen wegen der in der Verfassung vermerkten Einschränkungen aus Freidenker-Sicht „in der Praxis fast bedeutungslos“. Äußerst ausgeprägt waren Gesetzesvorbehalte: So hatten Frauen nur dann formell die gleichen Rechte der Männer, wenn dies "nicht durch ein Gesetz anders bestimmt ist".

## Konkordat von 1933
Das im Vorjahr, am 5. Juni 1933 unterfertigte und auf Grund einer verfassungswidrigen Regierungsverordnung in Kraft gesetzte Konkordat zwischen Österreich und dem Heiligen Stuhl galt im Ständestaat von Anfang an ebenfalls als Verfassungsgesetz. Es ermöglichte der römisch-katholischen Kirche größere Einflussnahme auf den Staat und auf personenrechtliche Belange als zuvor. Es wurde als Konkordat zwischen dem Heiligen Stuhle und der Republik Österreich im BGBl. (II) Nr. 2/1934 mit der Verfassung 1934 wiederveröffentlicht und vom Bundespräsidenten kraft seines Amtes als ratifiziert erklärt.

## Wirksamkeit
Die Maiverfassung 1934 war bis zum Aufgehen Österreichs im Deutschen Reich 1938 zu keiner Zeit voll in praktischer Geltung. Es blieb weitestgehend dabei, dass die Bundesregierung mit Verordnungen diktatorisch regierte. Die 1932 begonnene zweite Amtsperiode Wilhelm Miklas’ wäre nach dem Bundes-Verfassungsgesetz in der Fassung 1929 im Jahr 1936 zu Ende gegangen; es fand aber keine Bundespräsidentenwahl nach den Regeln der neuen Verfassung statt. Auch das Anschlussgesetz vom 13. März 1938 wurde keinem der nach der Maiverfassung vorgesehenen Legislativorgane vorgelegt, sondern als Verordnung der Bundesregierung beschlossen.
Schon die Proklamation vom 27. April 1945 über die Selbständigkeit Österreichs (StGBl. Nr. 1/1945) forderte in ihrem Artikel I, „die demokratische Republik Österreich ist wiederhergestellt und im Geiste der Verfassung 1920/29 wieder zu errichten“.  Damit erklärte sie nicht nur den Anschluss an Deutschland als „null und nichtig“ (Wortlaut des Art. II), sondern implizit auch den Ständestaat. Das 1. Verfassungs-Überleitungsgesetz 1945 stellt das B-VG und das übrige Bundesverfassungsrecht im Stand des 5. März 1933 wieder her. Insbesondere aufgehoben wurden also: Verfassung 1934, Ermächtigungsgesetz 1934, F-VG 1934, V-ÜG 1934 (sowie Anschlussgesetz 1938, Ostmarkgesetz 1939). Diese Maßnahme trug viel zum später oft als Opfermythos kritisierten Selbstverständnis der 2. Republik bei, weil damit sozusagen Dollfuß (und Schuschnigg) die Verantwortung für die Entwicklungen, die zum Anschluss führten, persönlich angelastet wurden, nicht aber der Republik, die damit als im Frühjahr 1934 erloschen angesehen wurde, und dem Staatsvolk, das in der Verfassung 1934 als Souverän übergangen wurde. Daraus resultiert auch die zwiespältige Rolle von Dollfuß im österreichischen Geschichtsbild, der einerseits überzeugter Österreicher und schärfster Gegner Hitlers zu seiner Zeit war, andererseits durch seine totalitären Maßnahmen als sein wichtigster Wegbereiter für das weitere Geschehen in Österreich gilt. Dazu gehört auch, dass die Machtergreifung durch Dollfuß – anders als die rechtskonforme Machtergreifung Hitlers in Deutschland 1933 – in der Nachschau als in der Parlamentskrise des März 1933 rein eine Gesetzeslücke ausnutzend und daher illegitim begriffen wurde.